# Tambar
Tambar is een bestuurslaag in het regentschap Jombang van de provincie Oost-Java, Indonesië. Tambar telt 4120 inwoners (volkstelling 2010).